# Licinus silphoides
Licinus silphoides är en skalbaggsart som beskrevs av Rossi. Licinus silphoides ingår i släktet Licinus och familjen jordlöpare. Inga underarter finns listade i Catalogue of Life.

## Bildgalleri

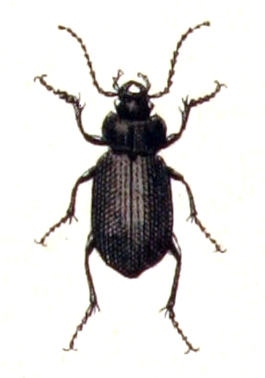